# 呂宋馬珂蛤
是帘蛤目马珂蛤科马珂蛤属的一种。主要分布于越南、中国大陆、台湾，常栖息在浅海沙底。